# 库尔特·塞弗特
库尔特·塞弗特（英語：Kurt Seiffert，1935年12月21日—），美国男子赛艇运动员。他曾代表美国参加1956年和1960年夏季奥林匹克运动会赛艇比赛，其中1956年奥运会获得一枚金牌。